# Roeland Pruijssers
Roeland Pruijssers (Hendrik-Ido-Ambacht, 16 augustus 1989) is een Nederlands schaak-grootmeester (GM).

## Schaken
Roeland Pruijssers schaakte vanaf zijn vijfde bij schaakvereniging De Schaakmaat in Apeldoorn. Vanaf 2000 ging hij voor Schaakstad Apeldoorn spelen, en een jaar later voor Homburg Apeldoorn (ook Accres Apeldoorn). In 2007 nam hij in het Turkse Kemer met Homburg Apeldoorn deel aan de European Club Cup. Vanaf 2006 speelt Pruijssers daarnaast in de Duitse schaakcompetitie voor schaakvereniging Turm Emsdetten.
Pruijssers was vaak succesvol op het ONJK: hij werd kampioen in de D-groep (t/m 12 jaar) in 2000, in de C-groep in 2003 en in de B-groep in 2004. In 2008 won hij het Nederlands jeugdkampioenschap t/m 20 jaar. In hetzelfde jaar won hij het Leiden Chess Tournament (gedeeld); dat toernooi won hij in 2016 nogmaals. In 2015 werd hij derde op het door Abasov gewonnen Cultural Village Schaaktoernooi in Wijk aan Zee. In 2017 won Pruijssers op weerstandspunten de BPB Limburg Open in een sterk bezet veld. In september 2017 won Pruijssers samen met de Duitse IM Ilja Schneider het 39e Nico Dekker Chrysantentoernooi in Heerhugowaard. Zij scoorden beide 6 uit 7 en bleven daarmee een vol punt voor op GM Alexandre Dgebuadze en IM Piet Peelen. In oktober 2017 won Pruijssers de open groep van het Schaaktoernooi Hoogeveen. Pruijssers werd in 2021 tweede op het Nederlands kampioenschap schaken.

## Grootmeester
Pruijssers werd internationaal meester (IM) in 2007 en grootmeester (GM) in maart 2012.

## Studie
Pruijssers studeerde tussen 2008 en 2013 psychologie aan de Universiteit Utrecht.

## Schaakvoetbal
In 2014 werd Pruijssers Nederlands kampioen schaakvoetbal.